# Honduras en la clasificación de Concacaf para la Copa Mundial de Fútbol de 1990
La selección de fútbol de Honduras fue uno de los dieciséis equipos nacionales que participaron en la Clasificación de Concacaf para la Copa Mundial de Fútbol, en la cual definieron representantes para la Copa Mundial de Fútbol de 1990 que se desarrollaría en Italia.
Honduras comenzó el recorrido en la segunda ronda, enfrendo a Trinidad y Tobago en una serie de dos partidos a visita recíproca.
El primer encuentro fue el 30 de octubre de 1988 en el Queen's Park Oval de Puerto España, donde fue un reñido empate sin goles. En la vuelta, jugado el 13 de noviembre en el Estadio Nacional, Honduras estaba sacando el resultado porque a los 20 minutos del primer tiempo, Juan Flores adelantó a los locales, pero en el segundo tiempo al minuto 56', Hutson Charles empató y así quedó el juego, siendo Honduras eliminada por el gol de visita.

## Sede
| Tegucigalpa                     |
| ------------------------------- |
| Estadio Nacional de Tegucigalpa |
| Capacidad: 50 000 espectadores  |
|                                 |

## Resultados
| Equipo 1          | Agr.     | Equipo 2 | Ida | Vuelta |
| ----------------- | -------- | -------- | --- | ------ |
| Trinidad y Tobago | 1–1 (v.) | Honduras | 0–0 | 1–1    |

### Segunda ronda

#### Ida
| 30 de octubre de 1988 | Trinidad y Tobago | 0:0 | Honduras | Queen's Park Oval, Puerto España |  |
|                       |                   |     |          | Árbitro(s): Arturo Brizio Carter |  |

|    | PO | Michael Maurice  |     |
|    | DF | Dexter Francis   |     |
|    | DF | Brian Williams   |     |
|    | DF | Clayton Morris   |     |
|    | DF | Marvin Faustin   |     |
|    | MC | Russell Latapy   |     |
|    | MC | Richard Chinapoo |     |
|    | MC | Floyd Lawrence   |     |
|    | MC | Hutson Charles   |     |
|    | DE | Anton Corneal    | 52' |
|    | DE | Dexter Skeene    | 34' |
| DT | DT | Everald Cummings |     |

|    | PO | Belarmino Rivera      |     |
|    | DF | Allan Costly          |     |
|    | DF | Gilberto Yearwood     |     |
|    | DF | Raúl Martínez Sambulá |     |
|    | DF | Richardson Smith      |     |
|    | MC | Juan Carlos Espinoza  | 80' |
|    | MC | Erick Fú              |     |
|    | MC | Emilson Soto          |     |
|    | DE | Luis Enrique Cálix    |     |
|    | DE | Wilson Reyes          |     |
|    | DE | Eduardo Laing         | 56' |
| DT | DT | Chelato Uclés         |     |

|  | DE | Philibert Jones | 52' |
|  | DE | Kerry Jamerson  | 34' |

|  | MC | D. Corvis            | 80' |
|  | DE | Eugenio Dolmo Flores | 56' |

| Amonestado | 25' | Michael Maurice |

| Amonestado | 29' | Emilson Soto      |
| Amonestado | 31' | Gilberto Yearwood |
| Amonestado | 85' | Belarmino Rivera  |

| Árbitro             | Arturo Brizio Carter |
| Árbitros asistentes | José Antonio Garza   |
| Árbitros asistentes | Alfredo Gasso        |

|    | PO | Michael Maurice  |     |
|    | DF | Dexter Francis   |     |
|    | DF | Brian Williams   |     |
|    | DF | Clayton Morris   |     |
|    | DF | Marvin Faustin   |     |
|    | MC | Russell Latapy   |     |
|    | MC | Richard Chinapoo |     |
|    | MC | Floyd Lawrence   |     |
|    | MC | Hutson Charles   |     |
|    | DE | Anton Corneal    | 52' |
|    | DE | Dexter Skeene    | 34' |
| DT | DT | Everald Cummings |     |

|    | PO | Belarmino Rivera      |     |
|    | DF | Allan Costly          |     |
|    | DF | Gilberto Yearwood     |     |
|    | DF | Raúl Martínez Sambulá |     |
|    | DF | Richardson Smith      |     |
|    | MC | Juan Carlos Espinoza  | 80' |
|    | MC | Erick Fú              |     |
|    | MC | Emilson Soto          |     |
|    | DE | Luis Enrique Cálix    |     |
|    | DE | Wilson Reyes          |     |
|    | DE | Eduardo Laing         | 56' |
| DT | DT | Chelato Uclés         |     |

|  | DE | Philibert Jones | 52' |
|  | DE | Kerry Jamerson  | 34' |

|  | MC | D. Corvis            | 80' |
|  | DE | Eugenio Dolmo Flores | 56' |

| Amonestado | 25' | Michael Maurice |

| Amonestado | 29' | Emilson Soto      |
| Amonestado | 31' | Gilberto Yearwood |
| Amonestado | 85' | Belarmino Rivera  |

| Árbitro             | Arturo Brizio Carter |
| Árbitros asistentes | José Antonio Garza   |
| Árbitros asistentes | Alfredo Gasso        |

### Vuelta
| 13 de noviembre de 1988                                    | Honduras   | 1:1 (1:0) (Global 1:1) | Trinidad y Tobago | Estadio Nacional, Tegucigalpa                                   |                                                                 |
|                                                            | Flores 20' |                        | Charles 56'       | Asistencia: 40 000 espectadores Árbitro(s): Antonio Evangelista | Asistencia: 40 000 espectadores Árbitro(s): Antonio Evangelista |
| Trinidad y Tobago calificó debido a los goles de visitante |            |                        |                   |                                                                 |                                                                 |

|    | PO | Belarmino Rivera     |    |
|    | DF | Allan Costly         |    |
|    | DF | Gilberto Yearwood    |    |
|    | DF | Pastor Martínez      |    |
|    | DF | Daniel Zapata        |    |
|    | DF | Richardson Smith     |    |
|    | MC | Juan Carlos Espinoza | ?' |
|    | MC | Emilson Soto         |    |
|    | DE | Luis Enrique Cálix   |    |
|    | DE | Eduardo Laing        | ?' |
|    | DE | Juan Flores          |    |
| DT | DT | Chelato Uclés        |    |

|    | PO | Michael Maurice  |    |
|    | DF | Dexter Francis   |    |
|    | DF | Marvin Faustin   |    |
|    | DF | Brian Williams   |    |
|    | DF | Clayton Morris   |    |
|    | MC | Russell Latapy   |    |
|    | MC | Richard Chinapoo | ?' |
|    | MC | Floyd Lawrence   |    |
|    | MC | Hutson Charles   |    |
|    | DE | Anton Corneal    |    |
|    | DE | Dexter Skeene    | ?' |
| DT | DT | Everald Cummings |    |

|  | MC | Eugenio Dolmo Flores | ?' |
|  | DE | Álex Ávila           | ?' |

|  | MC | Colvin Hutchinson | ?' |
|  | DE | Lewis             | ?' |

| Anotado | 20' | Juan Flores |

| Anotado | 56' | Hutson Charles |

| Árbitro             | Antonio Evangelista |
| Árbitros asistentes | John Meachin        |
| Árbitros asistentes | David Brummitt      |

|    | PO | Belarmino Rivera     |    |
|    | DF | Allan Costly         |    |
|    | DF | Gilberto Yearwood    |    |
|    | DF | Pastor Martínez      |    |
|    | DF | Daniel Zapata        |    |
|    | DF | Richardson Smith     |    |
|    | MC | Juan Carlos Espinoza | ?' |
|    | MC | Emilson Soto         |    |
|    | DE | Luis Enrique Cálix   |    |
|    | DE | Eduardo Laing        | ?' |
|    | DE | Juan Flores          |    |
| DT | DT | Chelato Uclés        |    |

|    | PO | Michael Maurice  |    |
|    | DF | Dexter Francis   |    |
|    | DF | Marvin Faustin   |    |
|    | DF | Brian Williams   |    |
|    | DF | Clayton Morris   |    |
|    | MC | Russell Latapy   |    |
|    | MC | Richard Chinapoo | ?' |
|    | MC | Floyd Lawrence   |    |
|    | MC | Hutson Charles   |    |
|    | DE | Anton Corneal    |    |
|    | DE | Dexter Skeene    | ?' |
| DT | DT | Everald Cummings |    |

|  | MC | Eugenio Dolmo Flores | ?' |
|  | DE | Álex Ávila           | ?' |

|  | MC | Colvin Hutchinson | ?' |
|  | DE | Lewis             | ?' |

| Anotado | 20' | Juan Flores |

| Anotado | 56' | Hutson Charles |

| Árbitro             | Antonio Evangelista |
| Árbitros asistentes | John Meachin        |
| Árbitros asistentes | David Brummitt      |